# 젠더 수행성
젠더 수행성(gender performativity)은 포스트구조주의, 여성주의 철학자 주디스 버틀러가 자신의 저작 《젠더 트러블》에서 창시한 개념이다.

## 이론
버틀러는 젠더를, 어떤 개별적 인간의 젠더 행동의 모순과 불안정함을 흐리면서 동시에 고정되거나 정상적인 젠더의 효과를 생산하는, 반복된 행동의 결과로 규정한다. 이러한 결과는 우리가 "진정한 젠더"라고 인식할 수 있는 것을 생산하며, "진정한 젠더"는 구별되고 양극적인 젠더를 실행하고 생산하며 유지하기 위하여 무언의 집단적 동의에 의해 유지되는 담화(narrative)이다. 문화적 허구는 이러한 생산에 대한 신용과, 젠더가 있다고 동의하지 않는 것에 개입하는 처벌로 은폐된다.
버틀러의 가설에서 젠더 수행성의 사회적으로 구축된 측면은 드랙(drag)의 수행에서 가장 명시적이며, 이는 젠더 이분법에 대한 기본적인 이해를 제공한다. 버틀러는 드랙은 주체적이거나 독자적인 정체성의 예로 간주될 수 없다고 이해하며, 드랙의 수행에서는 "오늘은 어떤 젠더가 될까하는 생각으로 젠더의 옷장에 가는, 젠더에 우선하는 "한 사람"이 있다"는 것이다. 결론적으로 드랙은 수행자의 의도의 진실한 표현으로 인식되어서는 안된다. 오히려, 버틀러는 수행되는(performed) 것은 육체적으로 판독이 가능한 영역 안에서 시니피앙(signifier, 기표)이 금지된 것과 관련지어서 이해할 수 있다고 제안한다.

## 같이 보기
- 수행성
- 통섭